# Znicz Pruszków

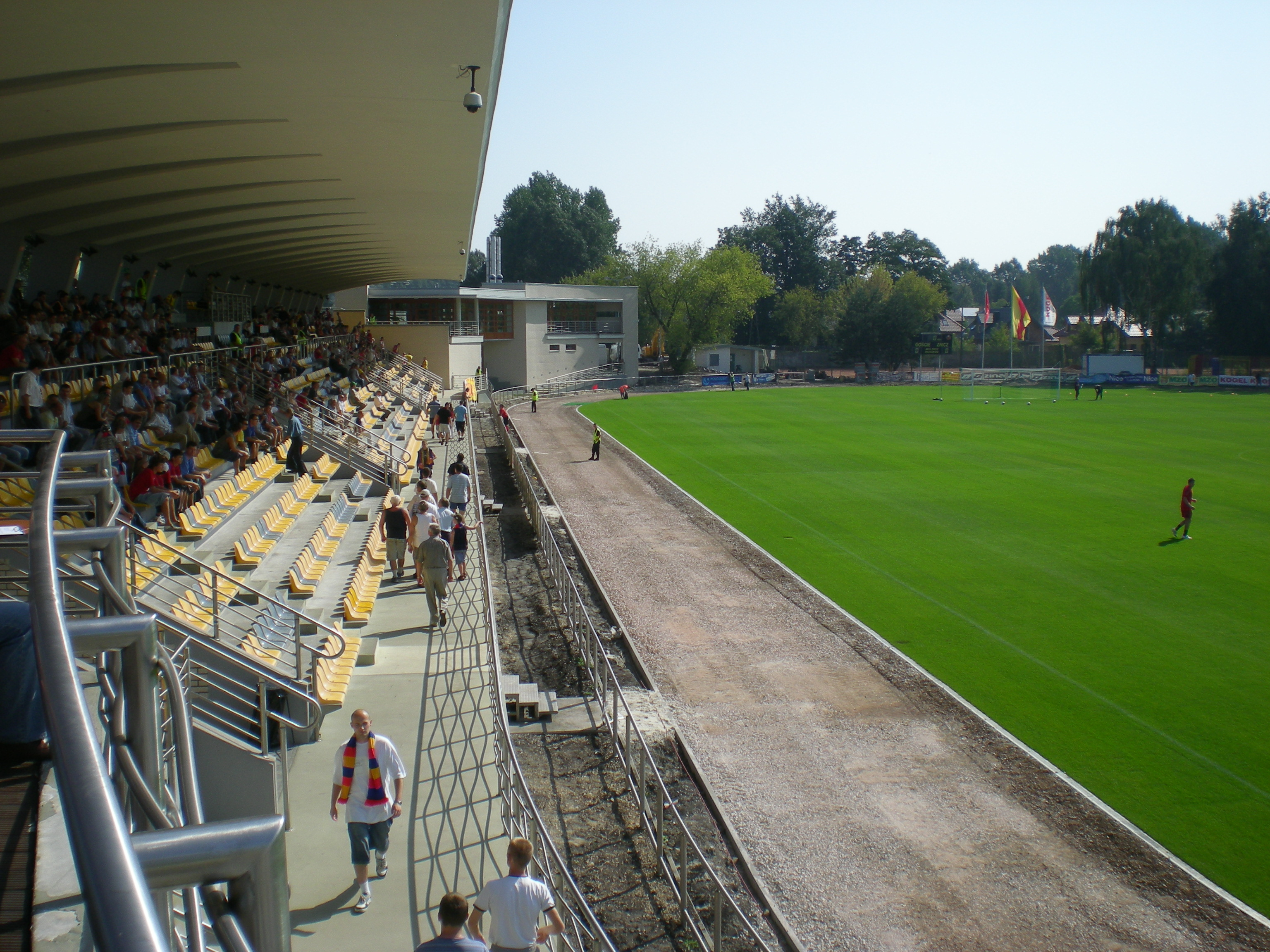
Stadion Znicza Pruszków

Znicz Pruszków (offiziell Miejski Klub Sportowy Znicz Pruszków) ist ein polnischer Fußballklub aus Pruszków in der zentralpolnischen Woiwodschaft Masowien. Zurzeit spielt der Verein in der 2. Liga. Seine Heimspiele trägt der Verein im Stadion Znicza Pruszków, welches den Fans rund 2500 Plätze verschafft und sowohl über Flutlicht als auch über Rasenheizung verfügt.

## Geschichte
Der Verein wurde 1923 gegründet und verweilte bis zum Jahre 2005 im unterklassigen Fußball, ehe er in der Saison 2004/05 in der Relegation zum Aufstieg in die zweithöchste polnische Spielklasse gegen den 14-maligen polnischen Meister Ruch Chorzów mit 2:4 und 0:2 unterlag. 2007 gelang dieser Sprung dann jedoch und der Verein etablierte sich in der ersten Saison auf Tabellenrang fünf. In der Saison 2009/10 stieg der Verein wieder ab und spielte mehrere Jahre in der 2. Liga. In der Saison 2015/16 schaffte der Verein als Zweiter den Wiederaufstieg, stieg aber in der nächsten Saison direkt wieder ab. Großes Ansehen erreichte der Verein in Polen durch die Förderung junger Talente wie Robert Lewandowski oder Radosław Majewski und baute sich somit den Ruf einer Talentschmiede auf.

## Spieler
- Jacek Gmoch (19??–1959)
- Radosław Majewski (2002–2006)
- Daniel Kokosiński (2005–2009)
- Robert Lewandowski (2006–2008)
- Adrian Paluchowski (2008, 2012–2014)
- Pape Samba Ba (2009)